# Bundesratswahl 1986
Bei den Schweizer Bundesratswahlen 1986 wählte die Vereinigte Bundesversammlung am 10. Dezember 1986 in zwei Ersatzwahlen Flavio Cotti und Arnold Koller (beide CVP) als neue Mitglieder des Schweizer Bundesrates. Sie übernahmen die Sitze der zurücktretenden Bundesräte Alphons Egli und Kurt Furgler (beide CVP).

## Ausgangslage
Die Kandidaten Koller und Cotti gingen als Favoriten ins Rennen. Die Aussichten von Judith Stamm (CVP), als zweite Frau neben Elisabeth Kopp in den Bundesrat einzuziehen, wurden als sehr gering eingestuft.

## Die Wahl
Wie erwartet wurden die Favoriten Koller und Cotti jeweils im 1. Wahlgang mit deutlicher Mehrheit gewählt.

### Nachfolge von Kurt Furgler
| Kandidaten              | Kandidaten              |     |
| ----------------------- | ----------------------- | --- |
| Arnold Koller           | Arnold Koller (CVP)     | 180 |
| Judith Stamm            | Judith Stamm (CVP)      | 49  |
| Andere                  | Andere                  | 13  |
| Ausgeteilte Wahlzettel  | Ausgeteilte Wahlzettel  | 244 |
| Eingegangene Wahlzettel | Eingegangene Wahlzettel | 243 |
| Ungültige Wahlzettel    | Ungültige Wahlzettel    | 1   |
| Leere Wahlzettel        | Leere Wahlzettel        | 0   |
| Gültige Wahlzettel      | Gültige Wahlzettel      | 242 |
| Absolutes Mehr          | Absolutes Mehr          | 122 |

### Nachfolge von Alphons Egli
| Kandidaten              | Kandidaten              |     |
| ----------------------- | ----------------------- | --- |
| Flavio Cotti            | Flavio Cotti (CVP)      | 163 |
| Judith Stamm            | Judith Stamm (CVP)      | 33  |
| Fulvio Caccia           | Fulvio Caccia (CVP)     | 26  |
|                         | Markus Kündig (CVP)     | 13  |
| Andere                  | Andere                  | 4   |
| Ausgeteilte Wahlzettel  | Ausgeteilte Wahlzettel  | 244 |
| Eingegangene Wahlzettel | Eingegangene Wahlzettel | 242 |
| Ungültige Wahlzettel    | Ungültige Wahlzettel    | 0   |
| Leere Wahlzettel        | Leere Wahlzettel        | 3   |
| Gültige Wahlzettel      | Gültige Wahlzettel      | 239 |
| Absolutes Mehr          | Absolutes Mehr          | 120 |